# قصر شارلتنبرغ
قصر شارلوتنبرغ (بالألمانية: Schloss Charlottenburg)‏ هو أكبر القصور الذي تمت اقامته وبنائه حتى اليوم في برلين. يقع القصر في حي شارلوتنبورغ بمنطقة (شارلوتنبورغ - فيلمرسدورف) غرب مدينة برلين الألمانية. ويعتبر أكثر الاماكن جذبا للزوار في المانيا واوروبا.

## بنائه
تم تشييده في القرن السابع عشر في عام 1695 وانتهى بناءه في عام 1699 وقد كان المقر الملكي لأسرة هوهنزولرن حيث يتميز يتميز قصر شارلوتنبورغ بحدائقه الواسعة وتصميمها الجميل التي صممت في القرن السابع عشر على يد مهندس الحدائق سيمون غودو، تلميذ اندريه لونوتر الذي صمم حدائق فرساي باسلوب فرنسي تقليدي وفي نهاية القرن الثامن عشر بدلت لاسلوب إنكليزي وفي داخل هذه الحديقة تم بناء مقهى عام 1788 يستخدم لرصد الطيور،[1][2] اما في السنوات 1825-1824 فقد تم بناء الفيلا النابليونية داخل حدائق القصر وبقي على جماله حتى الحرب العالمية الثاثة كونه قد تضرر بشكل سيء للغاية خلال الحرب العالمية الثانية، وبدأت أعمال إعادة الترميم في سنوات الخمسينات.

## داخل القصر
تظهر روعة التصميم الباركوري في برلين بشكل عام والقصر بشكل خاص في مكان الصلاة (مقبرة) الخاصة بملوك بروسيا، قاعة المأدبات مع المنحوتات التي اكتملت عام 1713 , غرفة الخزف التي تحتوي مجموعة قيمة من الخزف القادم من الصين واليابان، كما وتشمل الغرف الأخرى قاعات الحفلات التي صممها كنوبيلسدروف من عام 1940–1947 , الغرفة البيضاء، معرض الذهب وغرفة الروكوكو بالوان الباستيل بتزيين ذهبي والتي تعتبر واحدة من الغرف الأكثر جمالا في أوروبا وفقا لاراء كثيرة.
يقع في مدخل القصر، في وسط الفناء، تمثال المنتخب العظيم الذي صمم في عام 1698 على يد اندرياس سشلوتير بطلب من الملك فريدريك الأول، ابن المنتخب. عند قاعدة التمثال أربعة محاربين بالسلاسل ترمز إلى المزاجات الاربعة
في السنوات 2004-2006 استخدم القصر كسكن لرئيس ألمانيا عندما اجريت ترميمات على قصر بيلفو.  